# Giovanni Battista Ziletti
Giovanni Battista Ziletti  fue un jurisconsulto y escritor de Italia del siglo XVI.

## Biografía
Ziletti nació en Venecia y estuvo activo de 1549 a 1583 y es principalmente conocido por un índice de derecho, catálogo reimpreso seis veces en 20 años, tanto en Italia como en Alemania, con adiciones de diversos jurisconsultos, como Ludevicus Gomesius, Johann Fichard (1512-1581), Giovanni Nevizzano (-1540) y Johann Wolfang Freymonius (1546-1610), graduado de doctor en Ingolstadt en 1572, asesor del tribunal imperial en 1575 y consejero del imperio en 1581, autor de varias obras como las siguientes: «Elenchus omnium auctorum sive scriptorum», 1585 y «Symphonia juris utriusque chronologica», Fráncfort, 1574.
Ziletti también dejó, entre otras, una obra sobre los testamentos,  una obra de consulta sobre los matrimonios, los testamentos y sobre las materias criminales, y una obra junto a Alberto Bruno sobre leyes feudales. Otro Ziletti, de la misma familia, Francesco Ziletti (-1587), era un impresor, publicando una voluminosa colección de jurisprudencia «Tractatus tractatuum,...», Venise, 1584-86, 29 vols. in-fol., y en la «Bibliotheca classica», 1625 de Georg Draud (1573-1635) da una lista de tratados que contiene esta colección, autor también de «Bibliotheca librorum germanicorum,...», 1625 y de «Bibliotheca exotica», 1625.

## Obras
- Junto a C. Porcio (-1442) In tres priores institutionum libros comentarii, Venetiis, P. Bertanum, 1606.
- Responsorum quae vulgo consilia vocantur...., Venetiis, 1581, 2 vols.
- Junto a Alberto Bruno (1467-1541) Consiliorum feudalium, 1578
- Consiliorum selectorum in criminalibus causis,..., Francofurti, 1577, 2 vols.
- Junto a Paride del Pozzo Tractatus super reassumptione instrumentorum, Venetiis, 1572.
- Volumen praeclarissimum, Venetiis, Bonelli, 1570.
- Tractatus de testibus probandis,..., Venetiis, I. Sinbenum, F. Zileto, 1568.
- Junto a Pietro Follerio Commentaria primae partis.., Venetiis, I. Variscum, 1568 (leyes eclesiásticas).
- Junto a M. Bianchi (1498-1548) Practica criminalis, Venetiis, 1567.
- Index librorum omnium iuris tam pontificii quam caesarei, Venetiis, J. Ziletti, 1566.
- Matrimonialium consiliorum, Venetiis, 1563.